# Mesa de Guadalupe
Mesa de Guadalupe är en ort i Mexiko.   Den ligger i kommunen Hidalgo och delstaten Michoacán de Ocampo, i den södra delen av landet, 160 km väster om huvudstaden Mexico City. Mesa de Guadalupe ligger 2 532 meter över havet och antalet invånare är 301.
Terrängen runt Mesa de Guadalupe är huvudsakligen kuperad, men åt nordost är den platt. Terrängen runt Mesa de Guadalupe sluttar söderut. Runt Mesa de Guadalupe är det ganska tätbefolkat, med 90 invånare per kvadratkilometer. Närmaste större samhälle är Ciudad Hidalgo, 7,7 km sydost om Mesa de Guadalupe. I omgivningarna runt Mesa de Guadalupe växer huvudsakligen savannskog.